# La Pluie qui chante
Pour plus de détails, voir Fiche technique et Distribution.

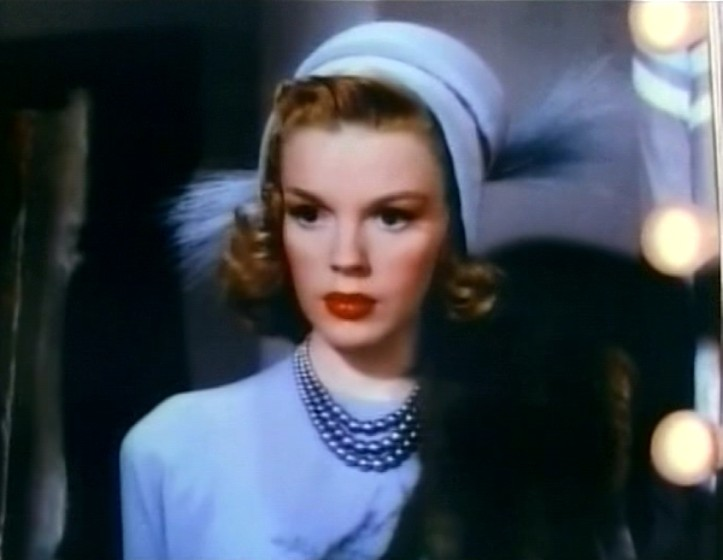
Judy Garland

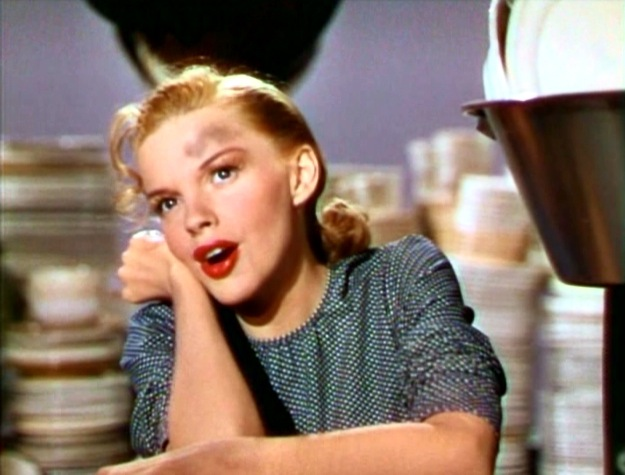
Judy Garland

La Pluie qui chante (titre original : Till the Clouds Roll By) est un film américain en Technicolor réalisé par Richard Whorf, sorti en 1946. 
Il est librement inspiré de la vie du compositeur américain Jerome Kern (1885–1945), mort un an auparavant.

## Synopsis
Lors de la première représentation de la comédie musicale Show Boat à Broadway, le compositeur Jerome Kern se remémore avec émotion ses débuts et les différentes étapes de sa prestigieuse carrière.
Jeune compositeur, il tente de percer mais n'obtient cependant aucune affectation jusqu'à ce qu'il rencontre l'arrangeur et compositeur Jim Hessler ; ils collaborent. Le chemin hétéroclite de sa carrière commence à Broadway sans le succès escompté. Il se rend en Angleterre, et là-bas, ses rêves deviennent réalité. Il y rencontre aussi l'amour en la personne d'Eva, une anglaise. Il retourne très vite aux États-Unis, où, après un travail acharné, il remporte rapidement un grand succès.

## Fiche technique
- Titre : La Pluie qui chante
- Titre original : Till the Clouds Roll By
- Réalisation : Richard Whorf
- Réalisation non créditée : Vincente Minnelli séquences avec Judy Garland, Robert Alton séquences musicales et George Sidney réalisation du final
- Scénario : Myles Connolly et Jean Holloway, d'après une histoire de Guy Bolton
- Adaptation : George Wells
- Musique : Jerome Kern
- Musique additionnelle (non crédité) : Conrad Salinger
- Chorégraphie et arrangements musicaux : Robert Alton, Kay Thompson et Vincente Minnelli pour Judy Garland
- Directeurs de la photographie : George Folsey et Harry Stradling Sr.
- Montage : Albert Akst
- Direction artistique : Cedric Gibbons et Daniel B. Cathcart
- Directeur de plateau : Edwin B. Willis
- Costumes : Irene, Helen Rose et Valles
- Production: Arthur Freed
- Société de production : MGM
- Pays de production :  États-Unis
- Langue originale : anglais américain
- Genre : biographie, comédie dramatique et film musical
- Format : couleur (Technicolor) — 35 mm — 1,37:1 — son : mono (Western Electric Sound System)
- Genre : Biographie, film musical
- Durée : 132 minutes
- Dates de sortie :
  - États-Unis : 5 décembre 1946 (New York)
  - France : 17 mai 1950

## Distribution
- Robert Walker : Jerome Kern
- Lucille Bremer (VF : Jacqueline Moulin) : Sally Hessler
- Judy Garland (VF : Renée Simonot) : Marilyn Miller
- Van Heflin (VF : Robert Dalban) : James I. Hessler
- Dorothy Patrick (VF : Madeleine Briny) : Eva Kern
- Harry Hayden : Charles Frohman
- Paul Langton (VF : Lucien Bryonne) : Oscar Hammerstein II
- Russell Hicks : le producteur
- Bruce Cowling : Steve Baker
- Mary Nash : Mme Muller

Acteurs dans des numéros musicaux
- June Allyson
- Gower Champion
- Cyd Charisse
- Kathryn Grayson (VF : Estelle Gérard)
- Lena Horne
- Van Johnson
- Angela Lansbury
- Tony Martin
- Dinah Shore
- Frank Sinatra
- Esther Williams
- Virginia O'Brien

Acteurs non crédités
- Ann Codee : Mme  Larouche
- Sally Forrest : une danseuse
- Byron Foulger : le secrétaire de Frohman
- Mary Hatcher : une showgirl
- Larry Steers : un critique

## Galerie

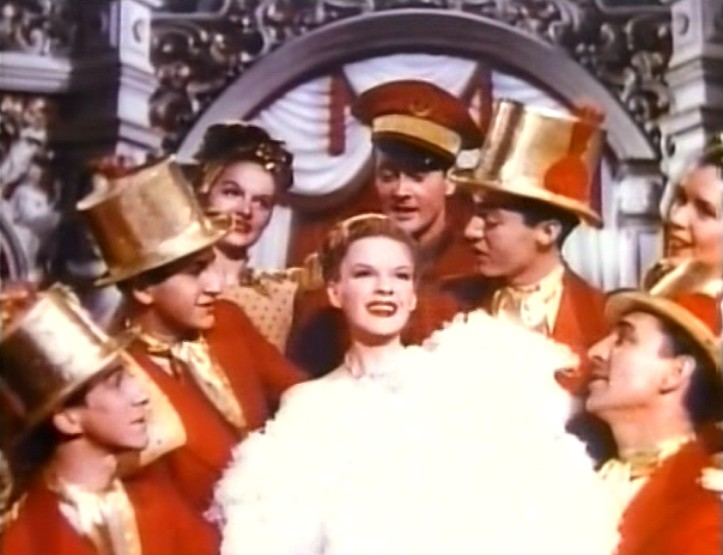
Judy Garland
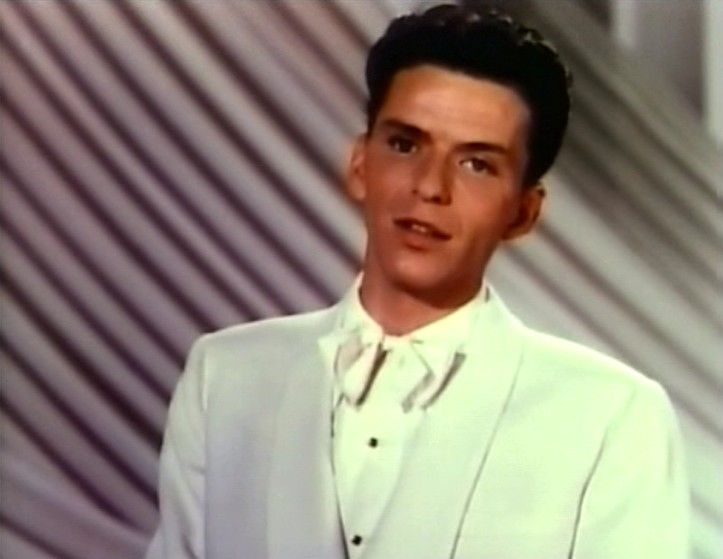
Frank Sinatra
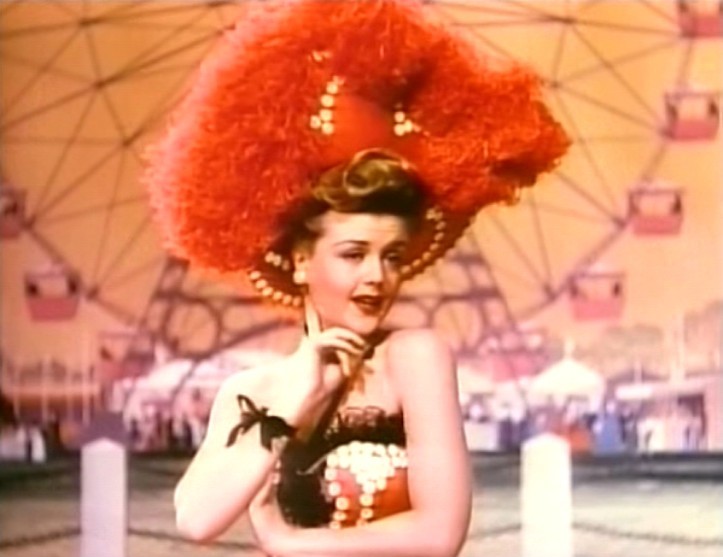
Angela Lansbury
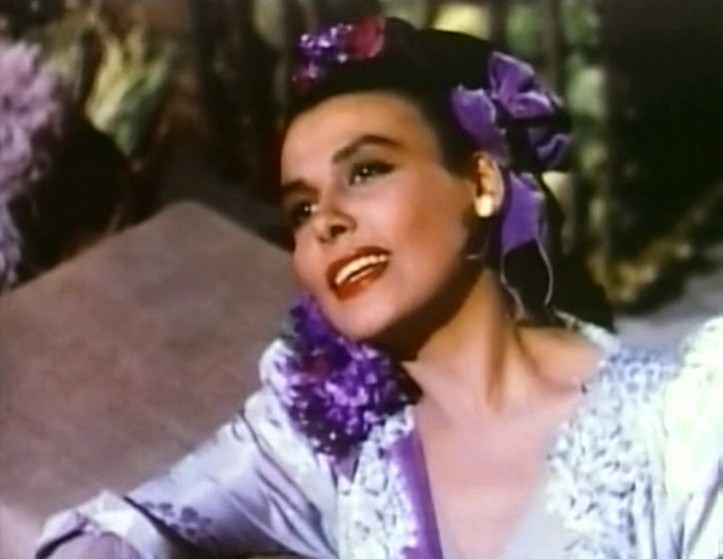
Lena Horne
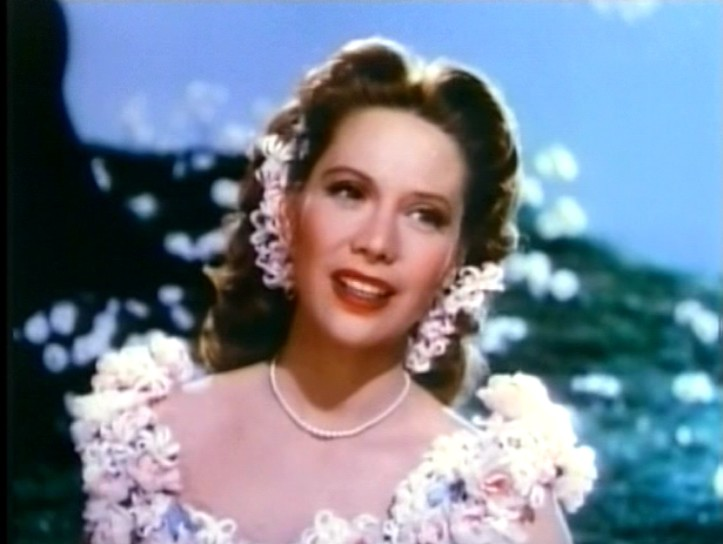
Dinah Shore
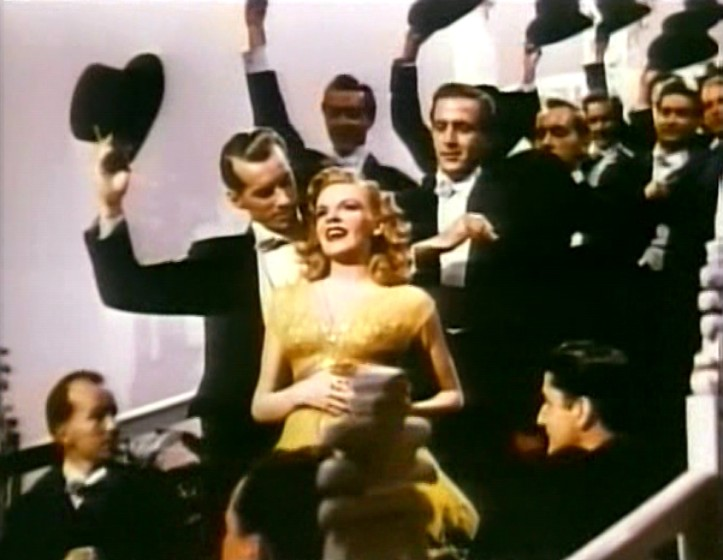
Judy Garland

## Autour du film
- Le sujet du film est la vie et l’œuvre du compositeur américain Jerome Kern. Le producteur Arthur Freed conçut le projet dès 1940 et il fallut deux ans pour acquérir les droits de reproduction des partitions de l’auteur. Jerome Kern mourut le 11 novembre 1945 d’une crise cardiaque bien avant la sortie du film.
- C'est la sixième apparition cinématographique de Frank Sinatra.
- Les numéros de Judy Garland sont dirigés par Vincente Minnelli.